# Association des chemins de fer des Côtes-du-Nord
L'Association des chemins de fer des Côtes-du-Nord (ACFCdN), association sans but lucratif, est créée, en 1986, pour sortir de l'oubli l'histoire du réseau des chemins de fer des Côtes-du-Nord, réseau secondaire à voie métrique, du département des « Côtes-du-Nord », fermé le 31 décembre 1956. L'association est basée sur le site de Boutdeville à Langueux, en bordure de la baie de Saint-Brieuc. Elle effectue un travail de recherche sur le passé des chemins de fer des Côtes-du-Nord et gère un chemin de fer touristique et historique utilisant le matériel roulant ferroviaire préservé et restauré par ses membres.

## L'ACFCdN

### Création

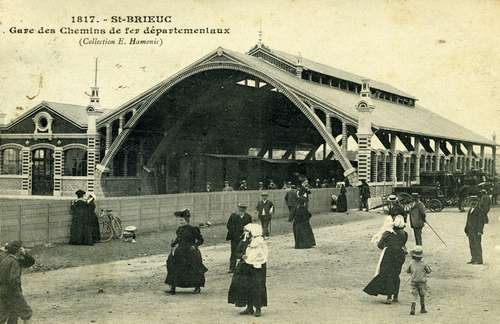
La Gare Centrale de Saint-Brieuc

Le réseau des chemins de fer des Côtes-du-Nord a fortement marqué l'esprit des habitants du département des Côtes-d'Armor. En décembre 1986, soit 30 ans presque jour pour jour après la fermeture du réseau, une poignée d'amateurs ont créé l'Association des Chemins de fer des Côtes-du-Nord. Contrairement à la plupart des associations costarmoricaines qui se sont empressées d'adopter le nouveau nom du département « Côtes-d'Armor », cette association a conservé « Côtes-du-Nord » par mémoire du chemin de fer qui a disparu avant que le département change de nom. Les principaux objectifs de l'association sont : la recherche, l'acquisition et la conservation de documents, objets, témoignages et matériel roulant concernant spécialement l'ancien réseau des chemins de fer des Côtes-du-Nord ; la contribution à la conservation de ses installations fixes ; et la création et l'exploitation d'un musée et d'un chemin de fer touristique.

### Travail de mémoire
Un point important des statuts de l'ACFCdN est le travail de mémoire sur l'ancien réseau départemental. Ce travail passe par la collecte des témoignages et des documents sur l'ancien réseau départemental des chemins de fer des Côtes-du-Nord. De nombreux documents variés ont ainsi été collectés par les bénévoles dans l'objectif de constituer un fonds documentaire important sur ce réseau. Ce fonds sert à la réalisation d'expositions et à la publication d'ouvrages.
C'est ainsi sous l'impulsion de l'association et grâce aux documents fournis que le musée de la Briqueterie a vu le jour à Boutdeville. L'association a publié vingt revues d'histoire ainsi que plusieurs livres et brochures. En 2006, à l'occasion de ses 20 ans, elle a également publié un DVD sur l'histoire du réseau. Ce DVD reprend de nombreuses images d'archives inédites collectées par les bénévoles.

### Préservation et restauration

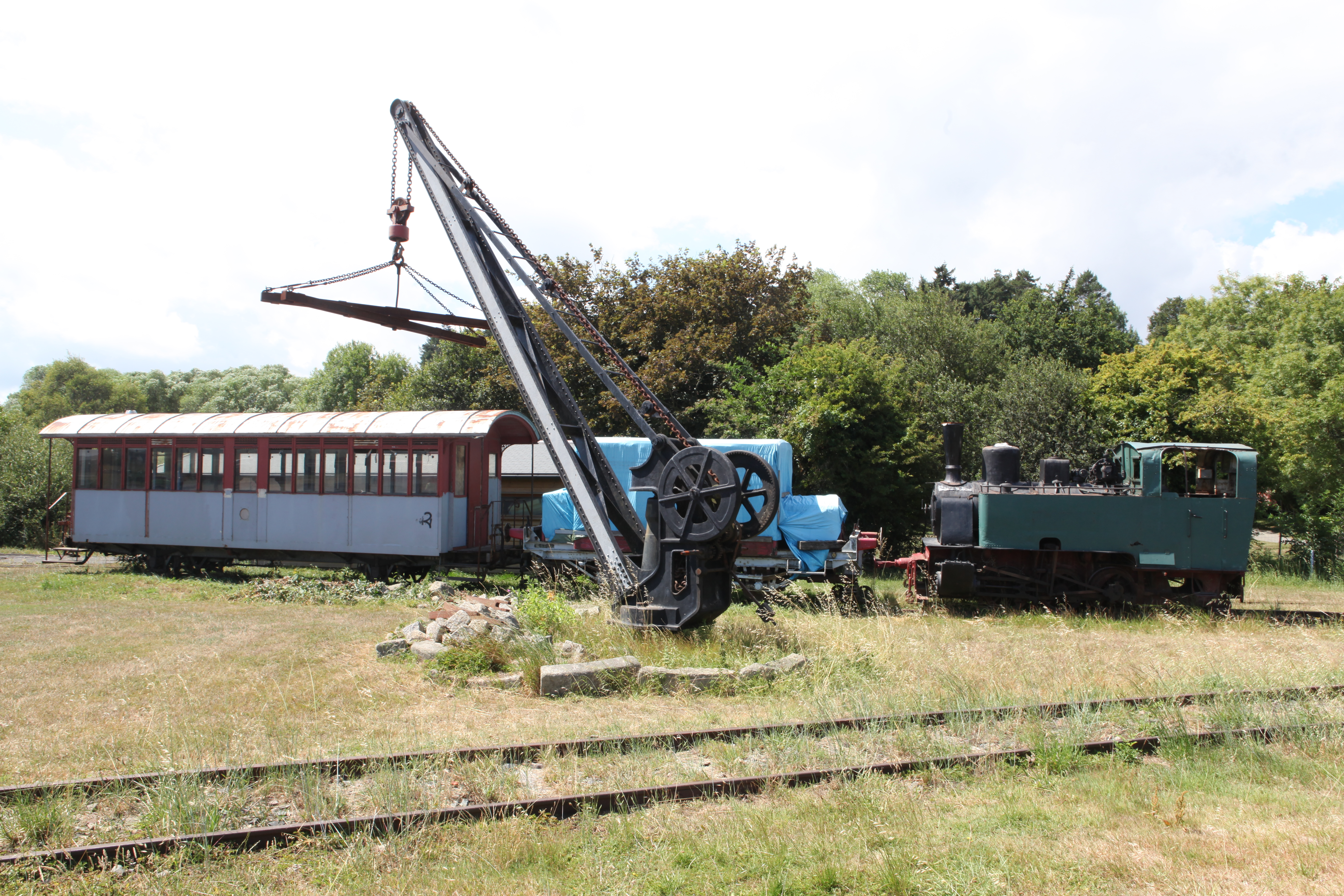
Vue du site de Boutdeville avec la voiture des chemins de fer rhétiques

L'association préserve plusieurs matériels ferroviaires historiques dont certains sont originaires de l'ancien chemin de fer départemental (en particulier un autorail De Dion-Bouton OC1 de 1938 classé monument historique depuis 2004). Sa collection compte actuellement trois locotracteurs (dont deux en état de marche), deux autorails De Dion-Bouton, quatre draisines, une locomotive à vapeur Orenstein & Koppel ainsi que plusieurs wagons et voitures dont certains sont restaurés.
Le travail de restauration est effectué par les bénévoles de l'association. Certains n'ont pas de formation particulière et apprennent donc sur le tas. Les travaux sont variés (mécanique, tôlerie, menuiserie, peinture).
Le site de Boutdeville a trois ateliers. Le premier est équipé pour les travaux mécaniques. Le deuxième est pour les travaux de menuiserie. Enfin un troisième est adapté aux travaux pour le matériel en voie de 40 cm.

### Réseau touristique et historique
La ligne touristique est actuellement composée de quelques centaines de mètres. Les bénévoles espèrent pouvoir poursuivre ce réseau sur 3 kilomètres en empruntant le tracé de l'ancienne ligne de Saint-Brieuc à Moncontour. Ce parcours passerait sur plusieurs ponts et viaducs construits par Louis Harel de la Noë dont le viaduc en courbe de Douvenant.
Depuis 2004, les bénévoles ont installé un petit circuit en voie de 40 cm qui fait le tour du parc de Boutdeville. Ce réseau, appelé « Tramway de Boutdeville » passe par le musée de La Briqueterie (dont un espace est consacré à l'ancien chemin de fer départemental).
L'ACFCdN est affilié à la FACS-UNECTO. En 2008, elle compte plus de 250 membres. Depuis 2009, elle a un partenariat avec le chemin de fer de la baie de Somme et le Kent and East Sussex Railway.

### Chronologie des temps forts
- 1986 - en décembre, création de l'association
- 1989 - récupération d'un premier matériel : locotracteur Pétercem (don de l'AMTUIR)
- 1991 - récupération de l'autorail De Dion-Bouton OC1 originaire du réseau des CdN
- 1991 - en octobre, portes ouvertes au local d'Yffiniac
- 1993 - installation sur le site de Boutdeville à Langueux
- 1997 - manifestation « Roues de rêves » à Boutdeville
- 2001 - arrivée de la locomotive 030T Orenstein & Koppel
- 2002 - le 29 juin, ouverture du musée de La Briqueterie
- 2004 - installation du « Tramway de Boutdeville »
- 2004 - classement aux monuments historiques de l'autorail De Dion-Bouton OC1
- 2005 - manifestation à l'occasion du centenaire du réseau des CdN[7]
- 2007 - manifestation à l'occasion des 20 ans de l'association
- 2012 - manifestation à l'occasion des 25 ans de l'association et des 10 ans du musée de la Briqueterie

## Collections
En plus de vingt ans d'existence, l'association a pu préserver une trentaine de véhicules de matériels roulants et du matériel fixe.
Une partie de ce matériel a été restaurée par les bénévoles de l'association.
Les listes suivantes ne sont pas exhaustives et devront être complétées ou actualisées au fil du temps (dernière actualisation en août 2024) :

### Locomotives à vapeur
| Matricule                 | Constructeur et date                | État actuel                                            | Informations techniques | Photo |
| ------------------------- | ----------------------------------- | ------------------------------------------------------ | --- | ----- |
| 020T no 15 dite La Marron | Corpet-Louvet, 1925 (no 1667)       | Hors service (en attente d'une restauration complète). | - 6,24 m, 14,8 t (00,0 t en ordre de marche), vitesse maximum : inconnue. - Timbre chaudière : 12,5 kg/cm². - Capacité de la soute à charbon : 380 kg. - Capacité de la soute à eau : 1 500 l (1,5 m3). - Distribution Walschaerts à tiroirs plans. - Cette locomotive est la propriété de la FACS. - Précédemment sur le chemin de fer de la baie de Somme, arrivé en 2014. |       |
| 030T dite Florida no 5    | Orenstein & Koppel, 1928 (no 11695) | Hors service (en attente d'une restauration complète). | - Ex Compagnie Royale des Asturies. - 6,37 m, 12,3 t (16 t en ordre de marche), vitesse maximum : 30 km/h (90 ch). - Timbre chaudière : 12 kg/cm². - Capacité de la soute à charbon : 700 kg. - Capacité de la soute à eau : 2 350 l (2,35 m3). - Distribution : Allan à tiroirs plans.                                                                                      |       |

### Autorails

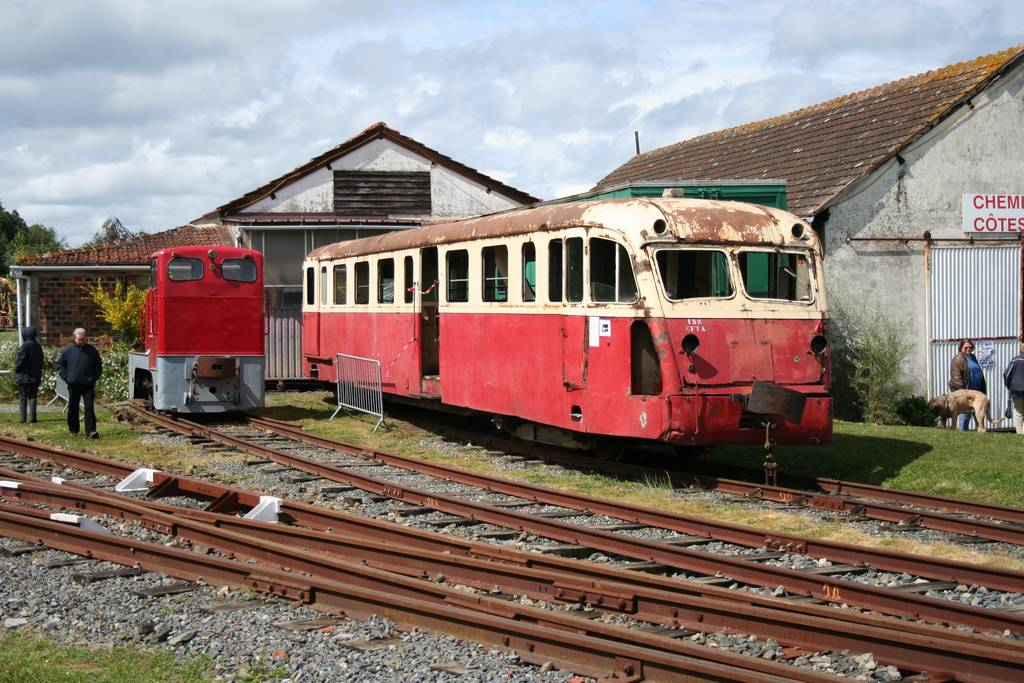
Le locotracteur LKM V10C et l'autorail De Dion Bouton OC1 de l'ACFCdN.

- Autorail De Dion Bouton OC1 1938. CdN no 16. En attente de restauration  Classé MH (2004)[8]
- Autorail De Dion Bouton OC2 1946. Réseau breton X202. En attente de restauration.

### Locotracteurs diesel et draisines

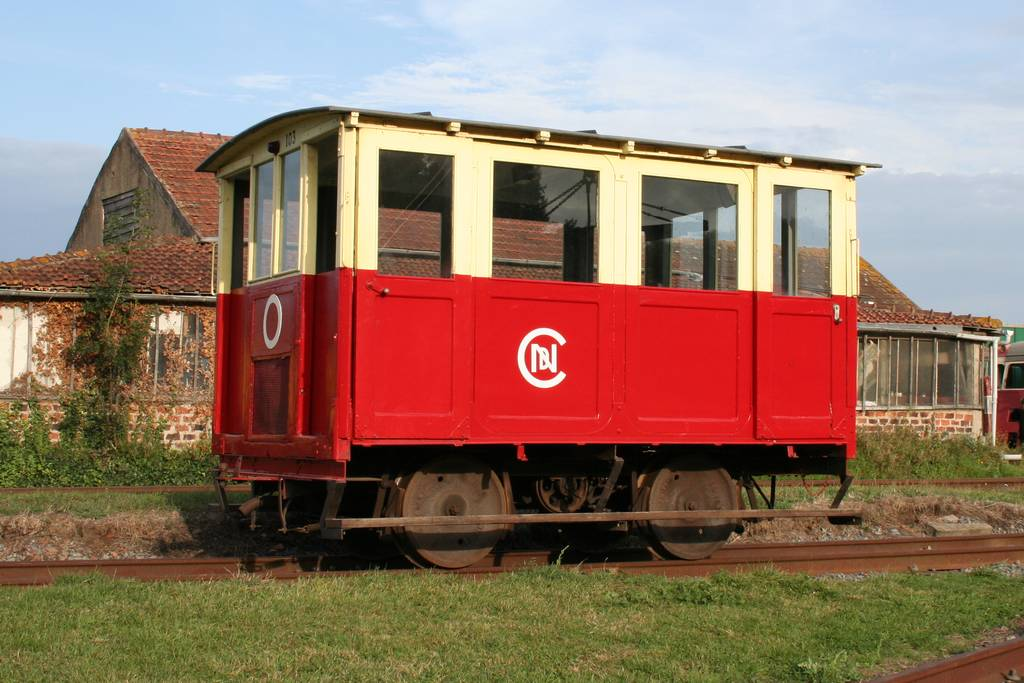
La draisine Billard no 103 de l'ACFCdN.

- Draisine Billard, Réseau breton no 103. Restaurée.
- Draisine Renault, 1930 - 3M720. Restaurée.
- Draisine Renault - 3M027. En attente de restauration (à transformer à l'écartement métrique).
- Draisine Renault, 1931 - 3M036. En attente de restauration (à transformer à l'écartement métrique).
- Locotracteur Brimont-Latil. Restauré.
- Locotracteur V10C LKM, 1960. Restauré.
- Locotracteur Petercem. En attente de restauration.

### Voitures à voyageurs et fourgons
- Caisse de voiture, CdN n° B?, en attente de restauration. Inscrite à l'inventaire des Monuments Historiques.
- Caisse de voiture, CdN, en attente de restauration.
- Caisse de voiture, CdN, en attente de restauration.
- Caisse de voiture, CdN n° ABD?, en attente de restauration.
- Caisse de fourgon, CdN n° D?, en attente de restauration.
- Voiture (1908), AOMC B 41, ex Monthey - Champéry - Morgins, wagon  M 41 transformé en voiture en 1936, SIG, en attente de restauration.
- Voiture (1908), AOMC B 43, ex Monthey - Champéry - Morgins, C 31 SIG, en attente de restauration.
- Voiture (1935). Morez - La Cure, CGCEM, Chemins de fer électriques du Jura, C 27 puis NStCM X 103, en attente de restauration.
- Voiture (1900), RhB, AB 113 puis Xk 9056, en attente de restauration.
- Voiture, AOMC, B 524, ACMV, 1968, en attente de restauration.
- Voiture, AOMC, B 525, ACMV, 1968, en attente de restauration.
- Voitures, ex-Chemins de fer de Madagascar, construction par Decauville en 1926 :  ex chemin de fer de la baie de Somme

B 317 ( hors service), caisse déposée.
B 326 ( hors service), caisse déposés.

### Wagons de marchandises
- Plat à traverse mobile, (Ht 6166), Voies Ferrées du Velay, restauré.
- Plat à traverse mobile, (Ht 6533), Voies Ferrées du Velay, restauré.
- Plat à traverse mobile, Voies Ferrées du Velay, en attente de restauration.
- Plat à traverse mobile, Voies Ferrées du Velay, en attente de restauration.
- Couvert, Blanc Argent, transformé en voiture.
- Couvert, Blanc Argent, en attente de restauration.
- Plat. Réseau breton, S 3004 (ex-HMf 1856), en attente de restauration.
- Couvert, Réseau breton, Kf 1420, restauré.
- Caisse de couvert, CdN, en attente de restauration.
- Berline, Ardoisière de Trélazé, en attente de restauration.
- Berline, Ardoisière de Trélazé, en attente de restauration.
- Berline (sans la benne), Ardoisière de Trélazé, en attente de restauration.
- Berline, Ardoisière de Trélazé.
- Ballastière, Chemins de fer de Provence, F 261, ex UN 304 (CP), ex TTN 2604 (SF), La Buire 1912, wagon tombereau à fond ouvrant en cours de restauration.

### Matériels divers
- Grue de quai. Réseau breton (gare de Brélidy-Plouec). Restaurée.
- Grue de quai. Réseau breton (gare de Merdrignac). En attente de restauration.
- Plaque tournante (1890). Vivarais no 45. Restaurée.
- Plaque tournante. Vivarais. En attente de restauration.
- Grue à eau. CdN. Restaurée pour présentation statique.

## Animations touristiques
Le train touristique et le tramway de Boutdeville circulent tous les mercredis, samedis et dimanches de juin à octobre. Ces animations sont assurées par les bénévoles de l'association.

### Projet de Ligne touristique
Un des objectifs de l'association est de créer un chemin de fer touristique le long de la baie de Saint-Brieuc. Ce projet consiste en une ligne partant du dépôt actuel de Boutdeville, puis empruntant l'ancienne plateforme de la ligne Saint-Brieuc - Moncontour jusqu'au pont des Courses où serait installée une gare. Cette ligne sera longue d'un peu plus de 3 km et passera sur cinq ponts et viaducs en images dans la galerie ci-dessous.

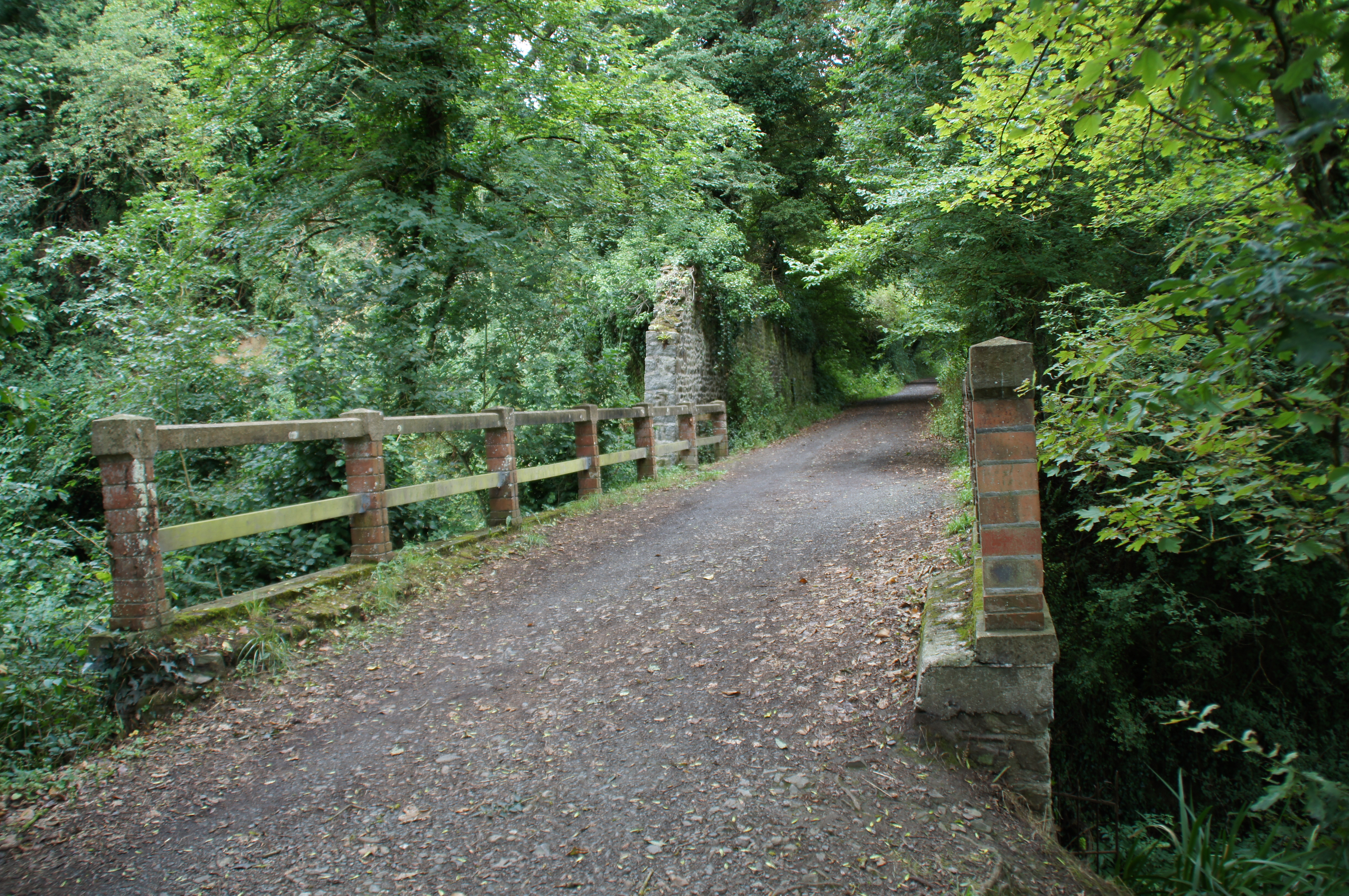
Ponceau de Saint-Ilan
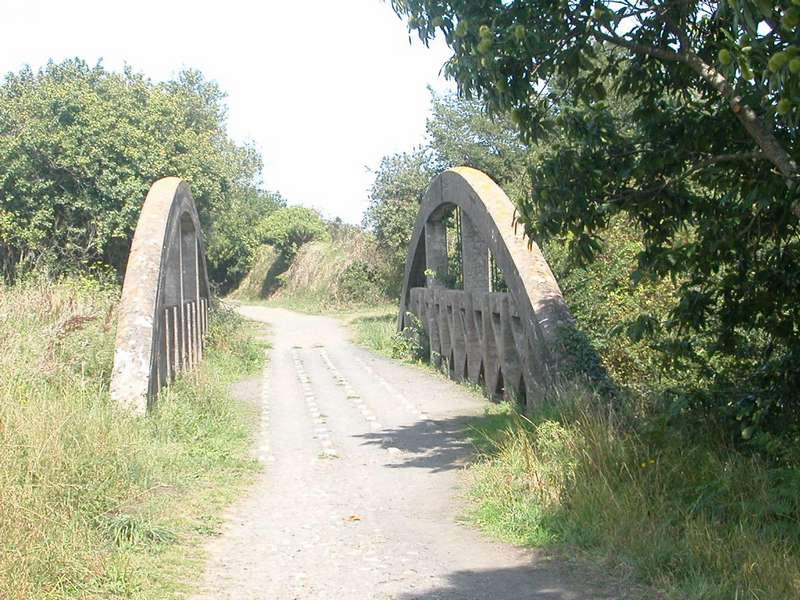
Pont de la Cage
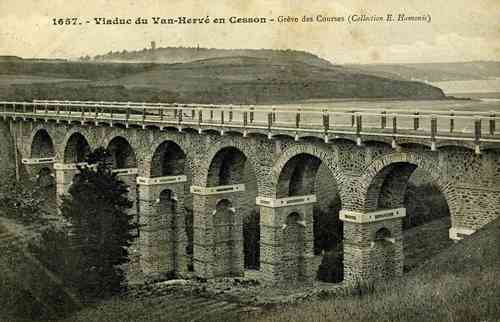
Viaduc du Vau-Hervé
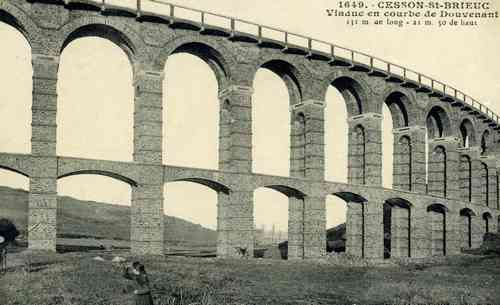
Viaduc de Douvenant
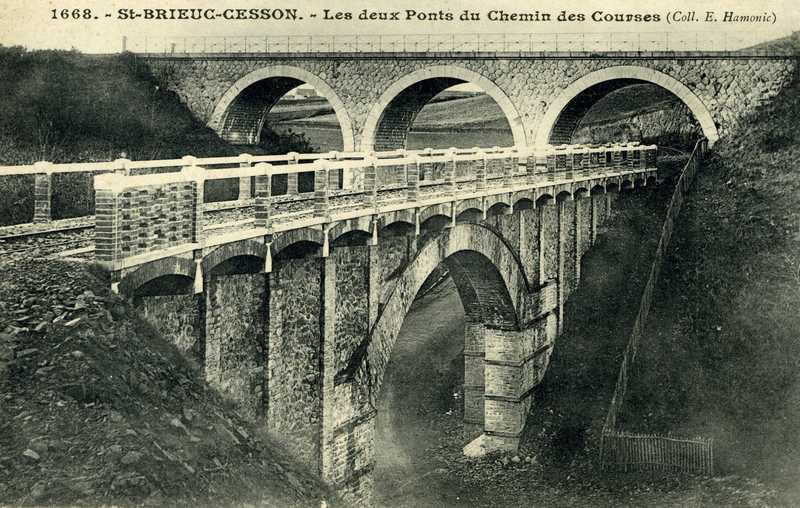
Pont des Courses

Actuellement, ce projet est en attente de l'accord du préfet des Côtes-d'Armor.
En attendant l'autorisation de sortie du terrain, les bénévoles utilisent les voies posées sur le site pour proposer aux visiteurs un tour, avec le matériel actuellement restauré (draisines Billard et Renault, locotracteur Brimont-Latil et baladeuse du projet Jeunes), sur les 300 mètres de lignes du site.

### Tramway de Boutdeville

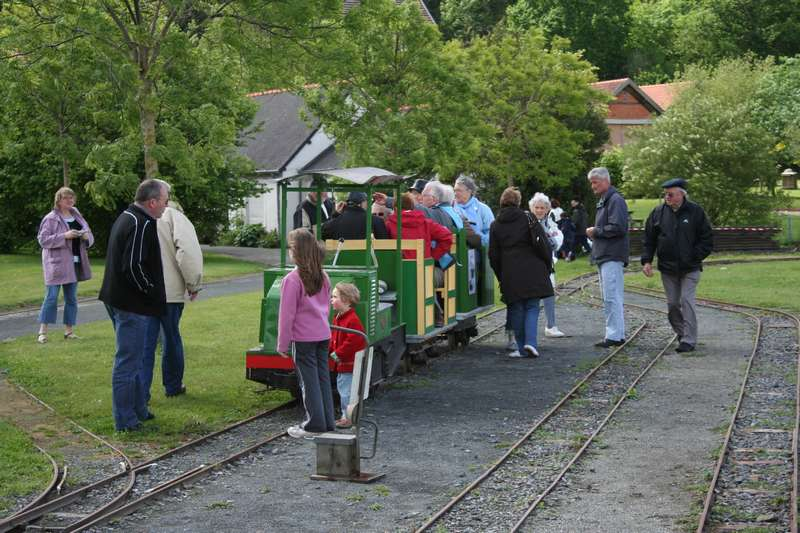
Le tramway de Boutdeville

Pour dynamiser le site, les bénévoles ont acquis en 2004 du matériel en voie de 40 cm. L'idée était de faire une boucle autour du site de Boutdeville pour permettre aux visiteurs de découvrir le parc.
Le premier été, la voie était limitée à une ligne droite avec une boucle de retournement à une extrémité et un triangle à l'autre extrémité. Au cours du printemps 2005, les bénévoles ont posé près de 300 mètres de voie supplémentaire pour terminer la boucle. Le réseau a de nouveau été agrandi en 2008. Actuellement la boucle d'un peu plus de 800 mètres est dans sa version définitive. Elle passe devant le musée de la Briqueterie.
Ce petit train circule tous les étés et transporte plusieurs milliers de visiteurs.
Le matériel qui compose le parc est essentiellement d'origine maraîchère. Il a été récupéré auprès de particuliers à Saint-Eutrope et à Nantes. La plupart du matériel a été révisée et améliorée par les bénévoles de l'association. Des baladeuses ont été construites par les menuisiers de l'association.

### Manifestations

#### Sur le site de Boutdeville

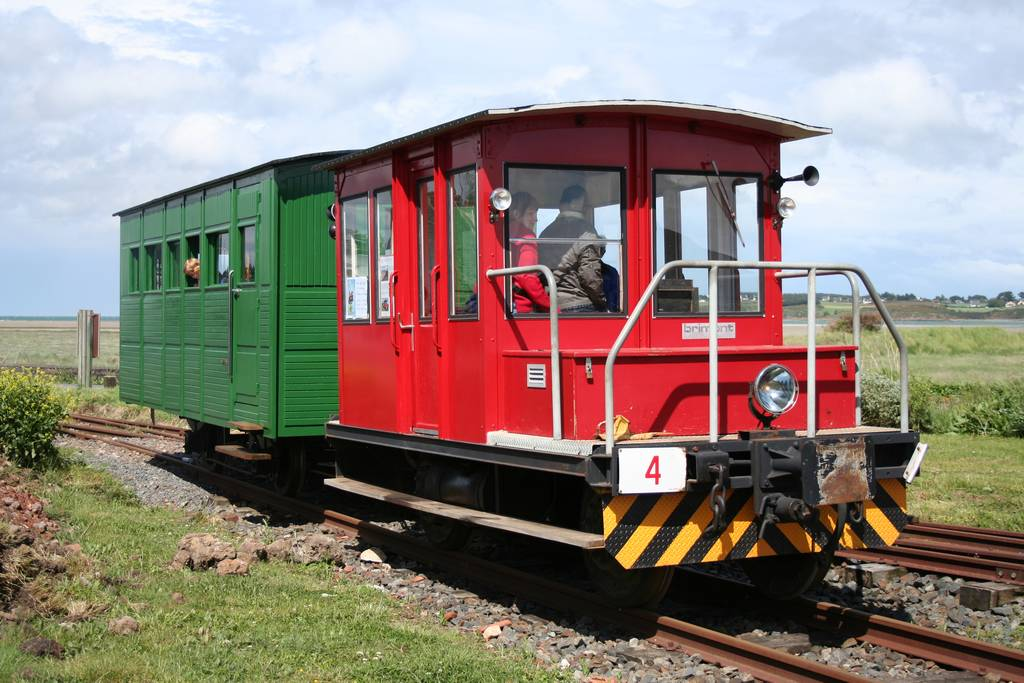
Le train de l'ACFCdN

L'association organise régulièrement des évènements en particulier lors des journées du patrimoine ou en partenariat avec le musée de la Briqueterie (train de Noël, Halloween, Pâques).
En plus de ces évènements réguliers, l'association organise de temps en temps des manifestations plus importantes :
- 1997 : Roues de rêve
- 8 juillet 2001 : Loco en Fête à l'occasion de l'arrivée de la locomotive 030T Orenstein & Koppel
- 25 au 29 mai 2005 : Centenaire du chemin de fer des Côtes-du-Nord. Présentation de la quasi-totalité du matériel CdN préservé. Venue des locomotives 030T CdN no 36 du MTVS et 031T Buffaud-Robatel du CFBS[12].
- 12 et 13 mai 2007 : 20 ans de l'association à Boutdeville[13].
- 2 et 3 juin 2012 : 25 ans de l'association et 10 ans du musée de la Briqueterie

#### À l'extérieur
L'association participe à de nombreuses manifestations extérieures. On peut citer en particulier les Fêtes de la Vapeur en Baie de Somme, RailExpo à Villebon-sur-Yvette organisé par l'association Traverse des Secondaires, les Salons du Tourisme Ferroviaire organisés en partenariat avec l'UNECTO, Rétro-Salon à Saint-Brieuc….

## Éditions de l'ACFCdN

### Ouvrages, brochure, DVD
- Jean-Loic Heurtier, 20 promenades autour du Petit Train, ACFCdN, 1999.
- Jean-Loic Heurtier, Petits trains des Côtes-duNord : que reste-il, ACFCdN, 2001.
- Jacqueline Cantaloube, Jean-Claude Fournier, Il était une fois... le Petit Train des Côtes-du-Nord, ACFCdN, Morlaix, 2005, 40 p.  (ISBN 2-9511761-4-7).
- Laurent Goulhen, L'album du Petit Train des Côtes-du-Nord, ACFCdN, 2005, 96 p.  (ISBN 2-9511761-3-9).
- Brochure, Centenaire du Petit Train des Côtes-du-Nord, ACFCdN, 2005.
- DVD, La grande épopée du Petit Train des Côtes-du-Nord, coproduction ACFCdN et Roland Savidan, 2006.
- Fabien et Laurent Bonic, L’histoire du petit train en cartes postales, ACFCdN, 2022. 270 illustrations  (ISBN 978-2-9511761-5-7)

### Revue d'histoire du Musée du Petit Train des Côtes-du-Nord
- no 15, avril 1998 : Le Petit Train sous l'occupation dans la région de Lamballe ; Inauguration de la ligne Plémy/Loudéac ; Le Petit Train de Couennée ; La halte de Plounez ; Caroual ; Mes voyages en Petit Train ; CdN : les derniers jours d'un vieillard d'avant garde.
- no 16, avril 1999 : La ligne St Brieuc/Montcontour ; le Petit Train à Pléguien ; Bon baisers de Binic ; Un été au rythme du Petit Train ; La halte du Questel ; La 36 : récit d'un sauvetage.
- no 17, avril 2000 : St Nicolas du Pélem ; Bréhec, sa plage, sa faune et son viaduc ; Fêtes de l'aviation en 36 ; Pont du Bois Léard à Jugon-les-lacs ; Lannion ville aux 3 gares ; Record de vitesse sur voie métrique ; Chronique d'Armor ; La 36 : récit d'un sauvetage (fin)
- no 18 : l'heure c'est l'heure ; une locomotive dans le ravin ; promenade aux environs de Saint-Brieuc en 1910 ; appareils de sécurité au champ de tir de Langueux ; naissance du Petit Train dans le Trégor, Hygiène des voyageurs ; l'adieu du Petit Train.
- no 19, 2004 : une entreprise dans la tourmente (1939/1945), numéro spécial, 64 p.
- no 20, novembre 2008 : la ligne Plémy-Loudéac, par J. Danais et le Centre Marc Le Bris, 80 p., et CD audio témoignages.
- no 21, 2010 : Les chemins de fer départementaux en 1904, Vaut-il mieux être un voyageur ou une lettre sur les chemins de fer des Côtes-du-Nord ?, Les effets de l'arrivée du Petit Train à Moncontour et à La Tantouille, Les voies ferrées dans les Côtes-du-Nord en 1919, Paul Collin, de l'Armor à L'Argoat, une carrière au service du Petit Train, Quand le Petit Train s'arrêtait à la halte
- Hors-Série, 2012 : Les autorails De Dion-Bouton OC1